# Вархали
Вархали (пол. Warchały, нім. Warchallen) — село в Польщі, у гміні Єдвабно Щиценського повіту Вармінсько-Мазурського воєводства.
Населення — 34 особи (2011).
У 1975-1998 роках село належало до Ольштинського воєводства.

## Демографія
Демографічна структура станом на 31 березня 2011 року:
|          | Загалом | Допрацездатний вік | Працездатний вік | Постпрацездатний вік |
| -------- | ------- | ------------------ | ---------------- | -------------------- |
| Чоловіки | 18      | 3                  | 15               | 0                    |
| Жінки    | 16      | 5                  | 10               | 1                    |
| Разом    | 34      | 8                  | 25               | 1                    |